# 鸣鹤镇
鸣鹤镇是浙江省慈溪市的一个已撤销的镇，位于慈溪市中南部，在2001年与原观城镇、师桥镇合并，设立观海卫镇。鸣鹤地区有1200多年历史，故有古镇之称，其拥有五磊山、杜湖等名胜，是省级风景名胜区，同时因盛产杨梅和雷竹而被称为“杨梅之镇”、“雷竹之乡”。

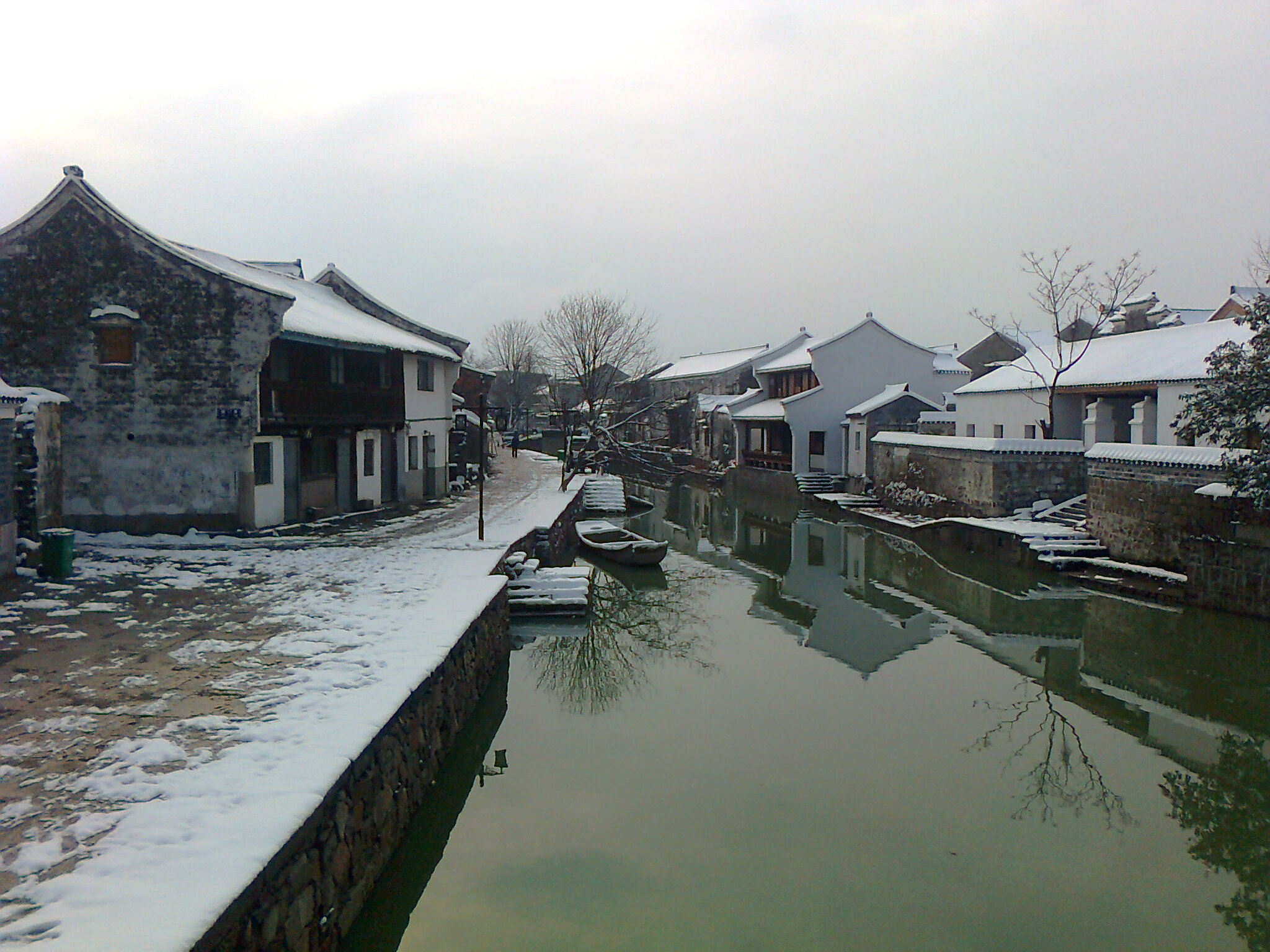
白雪覆盖下的鸣鹤古镇

## 沿革

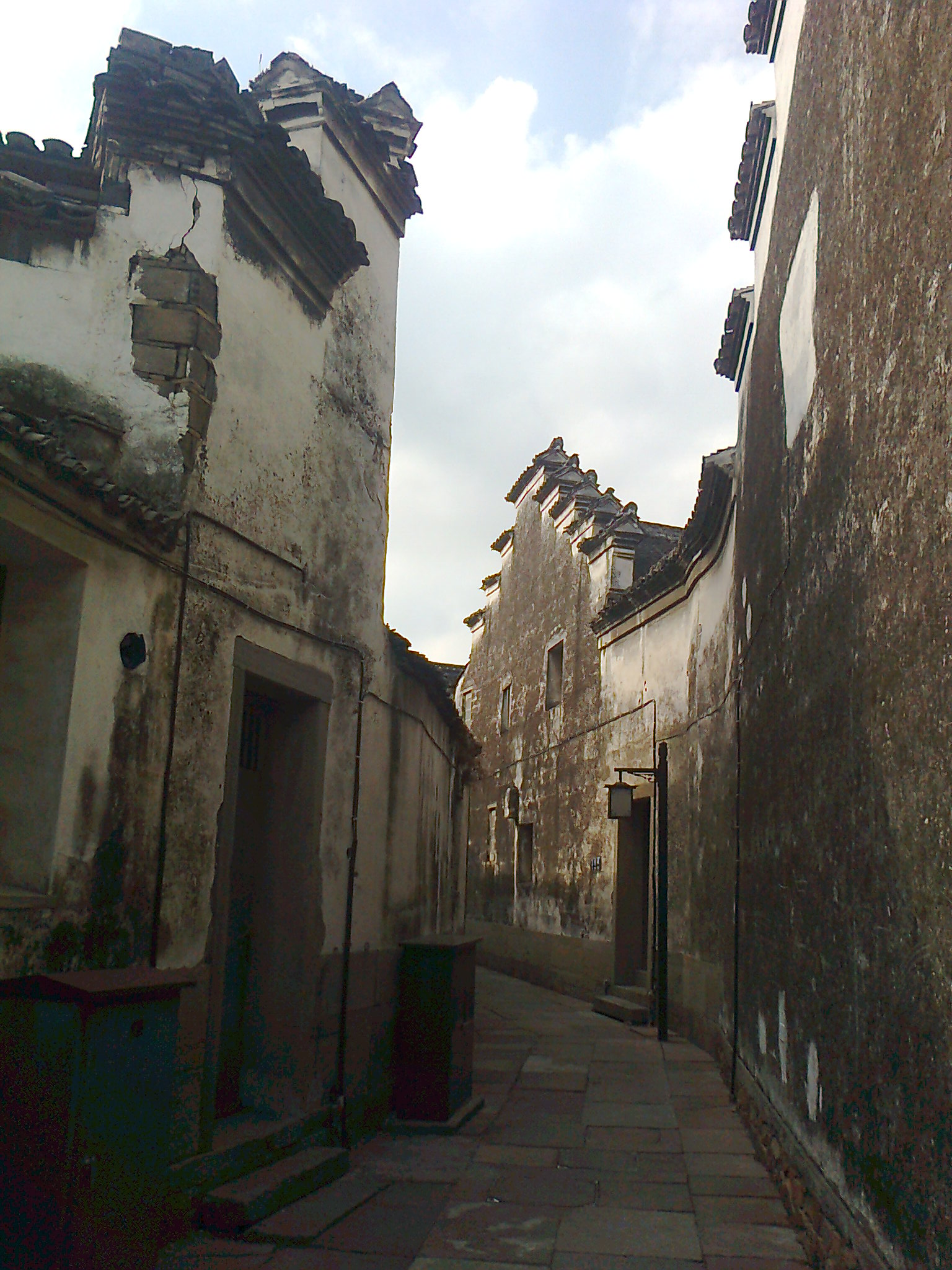
银号弄马头墙

- 鸣鹤古镇始建于唐朝开元年间，迄今已有1200多年的历史，其名称因虞世南之孙虞九皋而得。虞九皋，字鸣鹤，第进士后不久死于长安，乡人为纪念他，称其故里为鸣鹤[2]。
- 东汉至宋代的千余年间，鸣鹤也曾属于的“海上丝绸之路”的通道。当地盛产瓷器，现存窑址不下10处，有里杜湖越窑遗址群、白洋湖越窑遗址群等。
- 从宋代到民国,该地一直归为鸣鹤乡。为鸣鹤场盐课司驻地[1]。
- 鸣鹤是古代产盐之地，北宋咸平年间被设立为鸣鹤买纳场，所以鸣鹤也被当地人成为“鸣鹤场”。其产盐量在宋元之际达到顶峰，占浙江地区总量的三成[2]。
- 明清之际，鸣鹤居民绝大多数都外出经商，尤以国药业著名[1]。
- 民国时期，鸣鹤是慈溪的三白（棉花、大米、白布）重要集散地[2]，商业经济发达。
- 中华人民共和国成立后的情况
  - 1950年，设鸣鹤镇。
  - 1954年，受三大改造和县境变动影响，经济削弱，市场萎缩。
  - 1958年，由于人民公社化运动，鸣鹤公社化，始称大队，后改管理区[1]。
  - 1961年，设鸣鹤公社。
  - 1983年，又改制鸣鹤乡。
  - 1984年，复置鸣鹤镇。
  - 2001年，鸣鹤镇与原观城镇、师桥镇合并，设立观海卫镇[1]。

## 地理环境
鸣鹤古镇位于慈溪市五磊山下，杜湖、白洋湖之滨。其大致可分为丘陵和平原两大块,丘陵属翠屏山丘陵区，系四明山余脉。平原则为宁绍平原一小部。

## 旅游风光

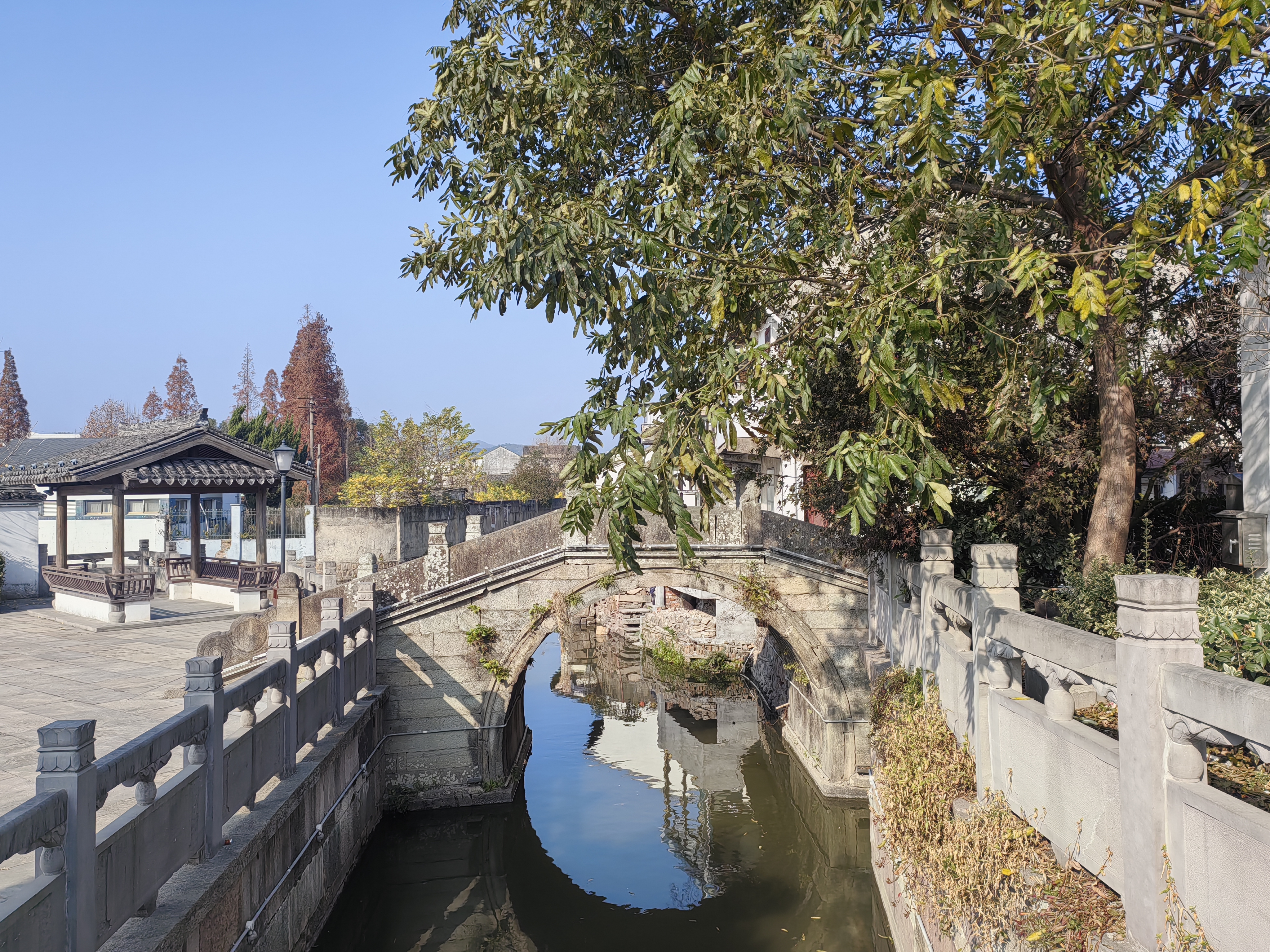
陡塘桥
普安桥
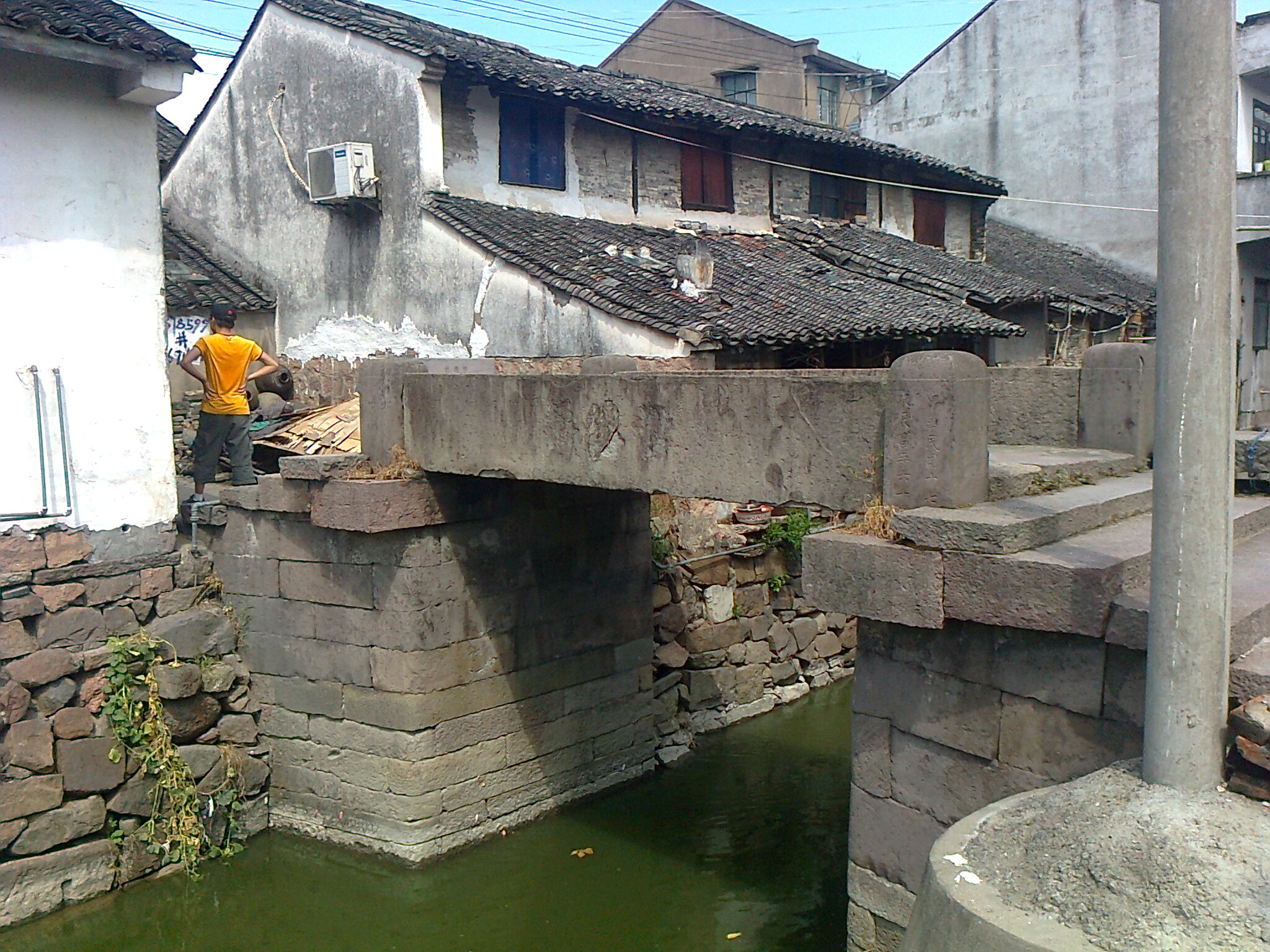
世德桥
运河桥
沙滩桥

- 五磊讲寺
- 金仙禅寺
- 石湫净苑

- 杜湖周围则古迹众多，傍湖有6个慈溪市级文物保护单位。中共浙东区委成立旧址的马头墙
- 白洋湖坐落在古镇西南部，风光旖旎。

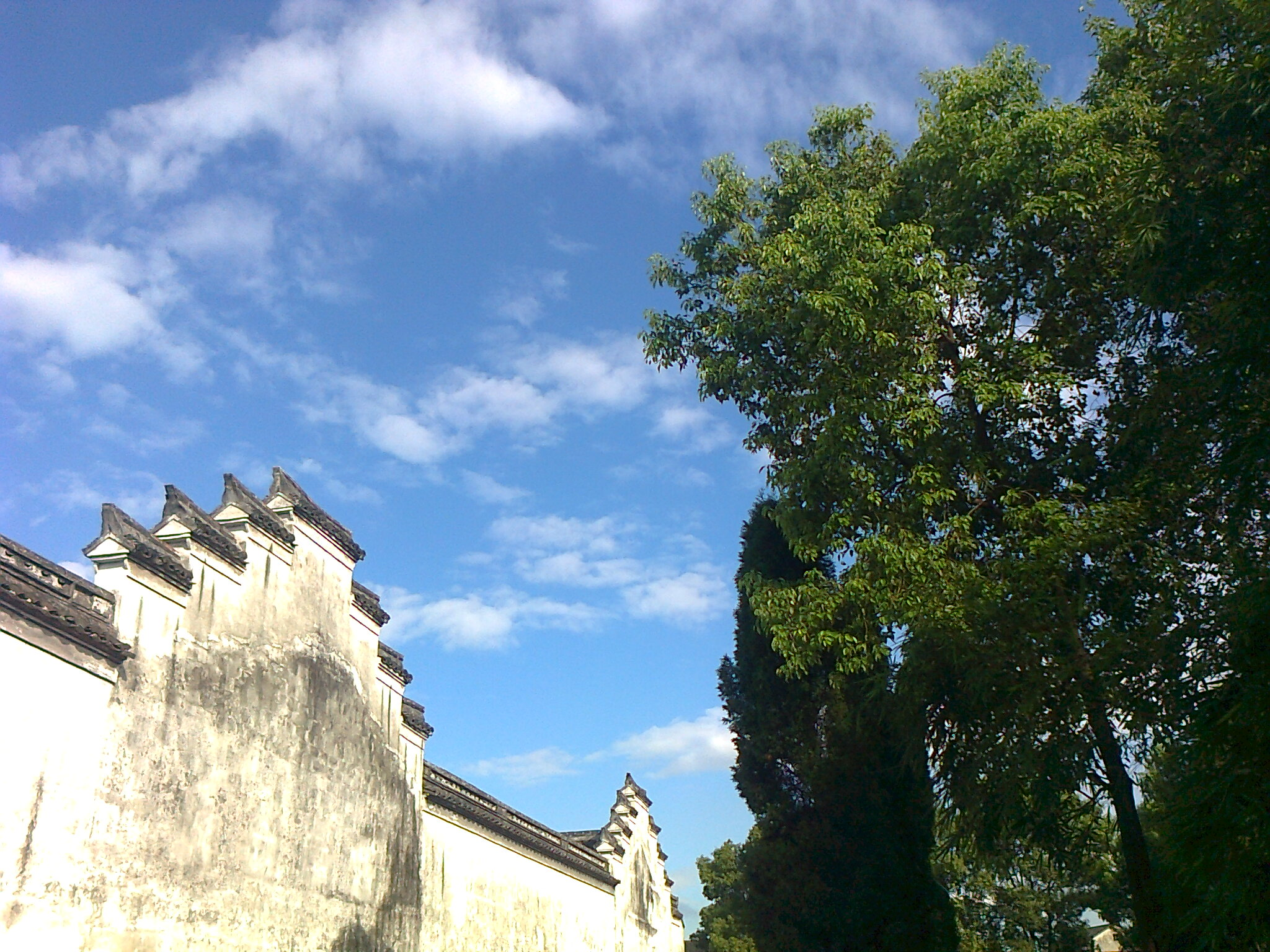
中共浙东区委成立旧址的马头墙

- 五磊山风景区由五磊讲寺、莲花园、藏云溪三景点组成。古刹、碧湖、幽谷、清溪是它的四大特色。五磊山上莲花池

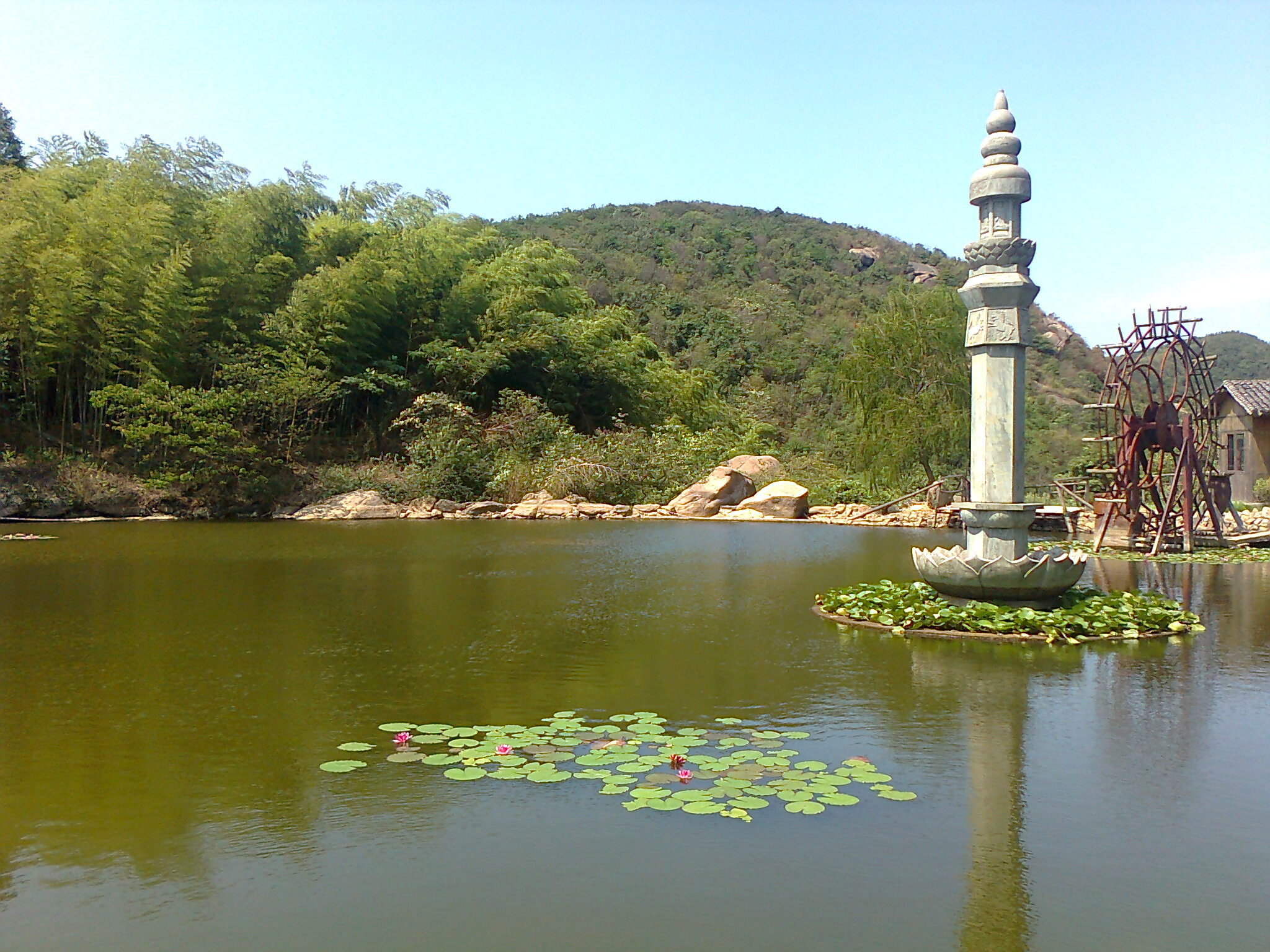
五磊山上莲花池

- 东栲栳山
- 鸣鹤古建筑
- 鸣鹤街河桥

- 陡塘桥
- 普安桥
- 世德桥
- 运河桥
- 沙滩桥

## 社会文化

### 教育事业
20世纪90年代，鸣鹤中心小学以珠算、心算、笔算相结合的快速三算法的优秀成绩闻名，该校选手曾在“中日三算友谊赛”中战胜日本大学生。

### 历史名人
- 虞世南
- 袁韶
- 童居易
- 叶天霖，鸣鹤叶氏国药商人。

## 农业特产
当地主产水稻，故此带动了鸣鹤年糕业的发展。鸣鹤也盛产荸荠种杨梅，远销沪、杭、甬。